# Miguel Morayta Sagrario
Miguel Morayta Sagrario (Madrid, 1834 - 1917) va ser un historiador, periodista i polític republicà espanyol, pare del metge i diputat Francisco Morayta i avi del director de cinema Miguel Morayta Martínez.

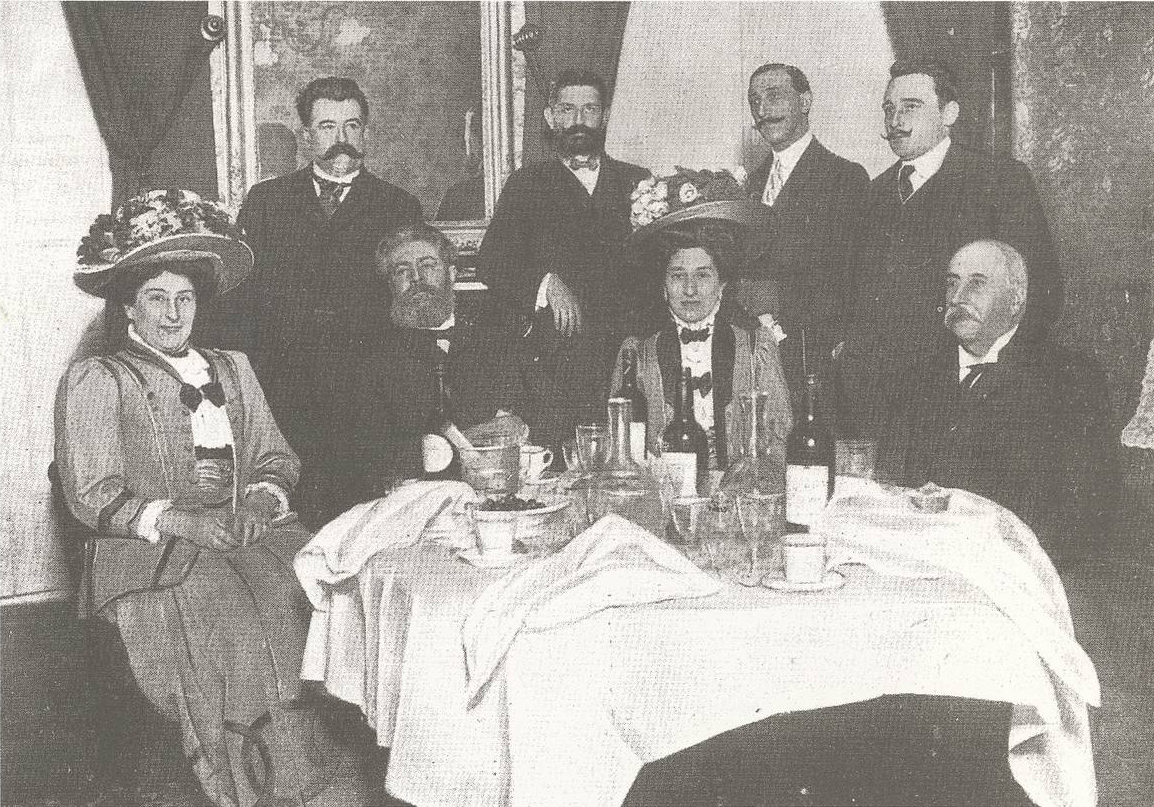
Miguel Morayta amb Joaquín Costa, Manuel Bescós, el doctor Calzada, la seva família i altres amics, en maig de 1908, Madrid.

Després de la signatura del Pacte Federal Castellà, va ser representant per la província de Soria en l'Assemblea Castellana que va presidir José María Orense. Com a polític va ser un republicà federal. Va ser elegit diputat per la circumscripció de Loja a Granada a les eleccions generals espanyoles de 1871, agost de 1872 i 1873. Durant la Primera República va ser Secretari General del Ministeri d'Estat. Va ser catedràtic d'Història en la Universitat Central. Posteriorment seria diputat per València a les eleccions generals espanyoles de 1899 i per Madrid a les eleccions de 1903.
Es va iniciar en la francmaçoneria en la Lògia Mantuana de Madrid. El seu nom simbòlic era Pizarro; va aconseguir el Grau 33 i va aconseguir unir les molt disperses organitzacions maçòniques del país fundant el Gran Orient Espanyol en 1889, on confluïen el Gran Orient d'Espanya i el Gran Orient Nacional d'Espanya. Miguel Morayta va ser proclamat com a primer Gran Maestre. Va ocupar el màxim càrrec de 1889 a 1901, i més endavant des de 1906 fins a la seva defunció el 1917. D'altra banda, va ser Gran Comanador del Suprem Consell del Grau 33.

## Obres
- La commune de París. Ensayo histórico, político, social, Imprenta de J. Antonio García, Madrid 1872.
- ¡Aquellos tiempos! Coloquios literarios, históricos y morales, o demostración de que los actuales tiempos, aunque malejos, valen más que los otros, Imprenta de R. Bernardino y F. Cao, Madrid 1875. Góngora, Madrid 1883. F. Sempere, Valencia s.f. (1909?).
- Historia de la Grecia Antigua, Góngora, Madrid 1878-1880, 2 vols. 2a ed.: Madrid 1880-1883, 2 vols.
- Discurso leído en la Universidad Central en la solemne inauguración del curso académico de 1884 a 1885, Tipografía de Gregorio Estrada, Madrid 1884.
- Historia general de España, desde los tiempos antehistóricos hasta nuestros días, Felipe González Rojas, Madrid 1886, 9 vols. 3a ed. 1893-1898, 9 vols.
- Juventud de Castelar. Su vida de estudiante y sus primeros pasos en la política, Imp. d'A. Álvarez, Madrid 1901.
- Las Constituyentes de la República Española, Sociedad de Ediciones Literarias y Artísticas (Biblioteca de Estudios Filosóficos, Históricos, Políticos y Sociales), París 1907?.
- La libertad de la cátedra: sucesos universitarios de la Santa Isabel, Juan Pueyo, Madrid 1911.
- Originalidad de la Moral católica. Mensaje a la Asamblea de Representantes del Grande Oriente Español leído en la noche del 18 de junio de 1912, Madrid 1912.
- El Padre Feijóo y sus obras, F. Sempere, Valencia s.a. (1912?)
- De historia. Discurso inaugural de la Universidad de Madrid 1884. ¿Cuando reinó Menes? Ramsés III. Proceso de la Revolución Francesa. Los héroes del Vulgacho, F. Sempere, Valencia s.f. (1914?).
- Masonería española: páginas de su historia. Memoria leída en la Asamblea del Grande Oriente Español de 1915 por el Gran Maestre Miguel Morayta, Madrid 1915